# Joseph Collet

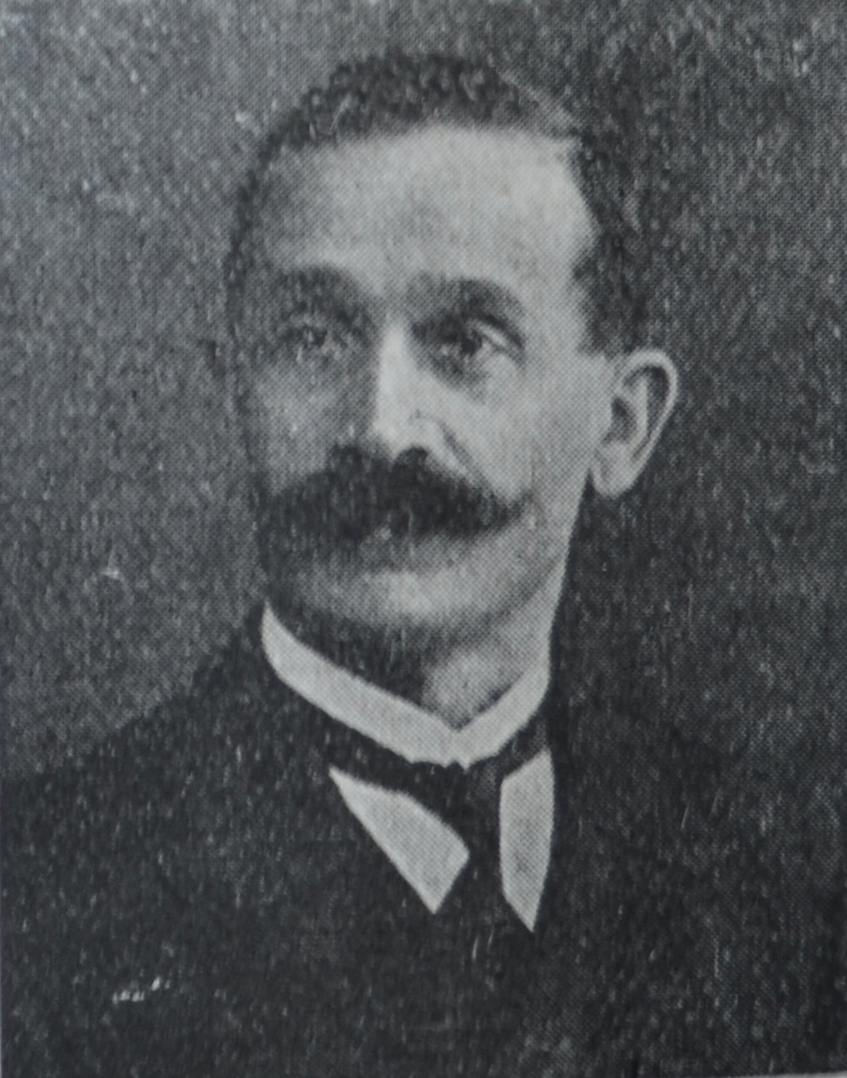
Josef Collet, 1911

Joseph Collet (* 6. Juli 1871 in Mettnich; † nach 1918) war Bergarbeiter und Mitglied der zweiten Kammer des Landtags des Reichslandes Elsaß-Lothringen für das Zentrum.
Joseph Collet, der katholischer Konfession war, besuchte die Volksschule und war bis zum 18. Lebensjahr in der elterlichen Landwirtschaft tätig. Danach wurde er Bergmann in Kleinrosseln. Er war Arbeitervertreter der Sektion I der Bergwerksberufsgenossenschaft und Mitglied der Kommission zur Erlassung von Unfallverhütungsvorschriften.
Bei der ersten (und einzigen) Wahl zum Landtag trat er im Wahlkreis Forbach als Kandidat des Zentrums an. Im Ersten Wahlgang wurden im Wahlkreis von den 5.421 Stimmberechtigten 4.608 Stimmen abgegeben. Auf Collet entfielen 2.357, auf den Kandidaten der Lothringer Blocks, Dr. Couturier 1.835 und auf den Sozialdemokraten Stadler 365 Stimmen. Joseph Collet gehörte dem Landtag bis 1918 an.